# Osobennosti natsionalnoj rybalki
Osobennosti natsionalnoj rybalki (russisk: Особенности национальной рыбалки) er en russisk spillefilm fra 1998 af Aleksandr Rogozjkin.

## Medvirkende
- Aleksej Buldakov som Aleksej Ivolgin
- Viktor Bytjkov som Kuzmitj
- Semjon Strugatjov som Ljova Solovejtjik
- Sergej Russkin som Sergej Olegovitj
- Sergej Gusinskij som Sergej Semjonov